# ブリッジトン (ニュージャージー州)
ブリッジトン（英: Bridgeton）は、アメリカ合衆国ニュージャージー州の都市。カンバーランド郡の郡庁所在地である。人口は2万7263人（2020年）。ブリッジトンはバインランド・ミルビル・ブリッジトン都市圏の主要都市であり、この3市以外にカンバーランド郡全体が入っている。デラウェア・バレーに位置している。コハンシー川やデラウェア湾に近い。

## 歴史
川や湾に近い他の地域と同様に、ブリッジトンとなった地域にも長年（数千年間）インディアンが住んでいた。ヨーロッパ人が接触したときはレニ・レナペ族インディアンがこの地域に住んでおり、季節によって耕作や狩猟、漁労を繰り返していた。ニュージャージー州が認定したナンティコーク・レニ・レナペ・インディアンがここに文化の中心を置き、カンバーランド郡、グロスター郡、 セイラム郡の3郡に12,000人の社会が残っている。
現在のブリッジトンで記録が残る最初のヨーロッパ人開拓地は、1686年にリチャード・ハンコックがここに製材所を設立したものだった。開拓者達は1814年に最初の鉄工所を作った。ブリッジトンは1845年3月3日にニュージャージー州議会の法によってタウンシップとして法人化された。領域はディアフィールド・タウンシップの一部が取られた。ブリッジトンは1865年3月1日に市として法人化され、ブリッジトン・タウンシップとコハンシー・タウンシップを合わせた。南北戦争の後、ブリッジトンの工業力とこの地域の高い農業生産力の商業的中心性、さらには教育の中心としての高い性格もあり（南ジャージー研究所、西ジャージ・アカデミー、さらには女子アカデミーの2校があった）、州内でも最大級に繁栄する町となった。市内にはガラス工場、縫製工場、金属・機械工場などの製造工場があった。その中でも著名だったのはフェラキュート機械工場であり、オバーリン・スミスが設立し運営した。スミスは発明の天才であり、最初に磁気記録装置を発明したとされている。慈善事業家でもあり、現在はニュージャージー州発明の殿堂に入っている。
ブリッジトン歴史地区は、市内の4分の1が入り、2,000以上の資産がある。その中には初期連邦様式建築から1920年代のものまであり、個々のリストに載る多くの建物や1930年代の歴史的アメリカ建築物調査の文書に載るものなど、1982年にアメリカ合衆国国家歴史登録財に指定され、ニュージャージー州にある都市の歴史地区としては最大になっている。視覚的には大型のヴィクトリア様式家屋が多く、中心街は1880年代から1920年代に建てられたものだが、基本的に労働者階級の家屋であるけばけばしい装飾の二階建ての地区の他、18世紀から初期連邦様式時代までの著名な建築物がある。その中には、1750年代に建設されたが、ニュージャージーで初の新聞と考えられる「ザ・プレイン・ディーラー」が入っていた1776年に外観を改装したと言われるポッターの酒場がある。1795年にジェイムズ・ジャイルズ将軍が設立したブリアリー・ロッジ（フリーメイソン）が現在も使われている。いわゆる「ネイル・ハウス」（1815年頃、1855年頃に改築）は19世紀初期にブリッジトンの工業力を作り上げたカンバーランド・ネイル・アンド・アイアンワークスの管理棟だった。最初のカンバーランド国定銀行ビル（1816年建設）はニュージャージー州で認定された2番目の銀行であり、現在はブリッジトン図書館の一部になっている。デイビッド・シェパード邸（1791年建設）は近年にガーデンステイト歴史信託の支援で改修され、2008年からラトガース大学のクーストー海岸センターが入っている。
ブリッジトンは潮汐のあるコハンシー川に跨っており、デラウェア湾低地の中心に近い。コハンシー水域をとおる「キングスハイウェイ」で陸路を行く通常のやり方を選ぶことになる当初の可動橋から、町の名前が得られた。橋が最初に掛けられたのは1716年だった。1816年から1817年に、カンバーランド銀行が発行した文書の印刷ミスから、ブリッジタウンという名前がブリッジトンになったと言われている。
ブリッジトンには多くの広い市民公園がある。その最大のものは松林、湿地、湖に加えて、工場に動力を提供した水路体系もあり、1899年までカンバーランド・ネイル・アンド・アイアンワークスが所有管理していた土地から造られた。鉄工所の所有であった時から地域のためのレクリエーション場所と見なされてきており、1902年から1903年に市が購入し、ブリッジトン・シティパークとして永久保存された。ここにはメアリー・エルマー湖、サンセット湖、イースト湖の3つの湖がある。ブリッジトン公園は広さが約1,500エーカー (6.1 km2) ある。現在は州内最古の動物園であるコハンジック動物園があり、無料公開されている。
ブリッジトンは1980年代に、残っていたガラス産業や繊維産業の職が無くなり、経済不況を味わった。しかし、農業での雇用によってメキシコやグアテマラからも移民労働者を呼び続けており、再活性化にむかて新たな挑戦をしている。住民の中のかなり少数の者がスペイン語に並行してあるいは唯一の言語としてサポテク語を話す者がいる。多くの移民が主に介護や、市の近くの農産物加工で働いており、ニュージャージー州でも最も生産性の高い分野である。その他地元の移民は遠くの郊外部で土木や建設の仕事に通勤している。中心街はグロサリーストア、レストラン、店舗など、メキシコ系アメリカ人などの事業で活発になっている。店舗には結婚式、少女の15歳の誕生日などお祝いごとに衣装や飾りつけを提供するもの、携帯電話や電子製品の店などがある。中心街では、美術ギャラリー、インディアンの郵便局、中古品の店、新進のコーヒーショップなどが見られる。ブリッジトン・メインストリート協会（1990年に設立された州内最古のメインストリート協会）と市の協業で、中心街を料理芸術の地区と宣言し、食事と料理に関する小売業で中心街経済再開発を推進している。
2008年、ラトガース大学が元のデイビッド・シェパード邸で海洋沿岸科学研究所のクーストー海岸センターをオープンした。ここを基地として、小学校からその上までの教育レベルで環境学習のための先端的研究開発を調整する。サウスウッズ州立刑務所が1997年にブリッジトンの近くに開所された。これは州内最大の州立刑務所であり、かなりの雇用を提供している。

## 地理

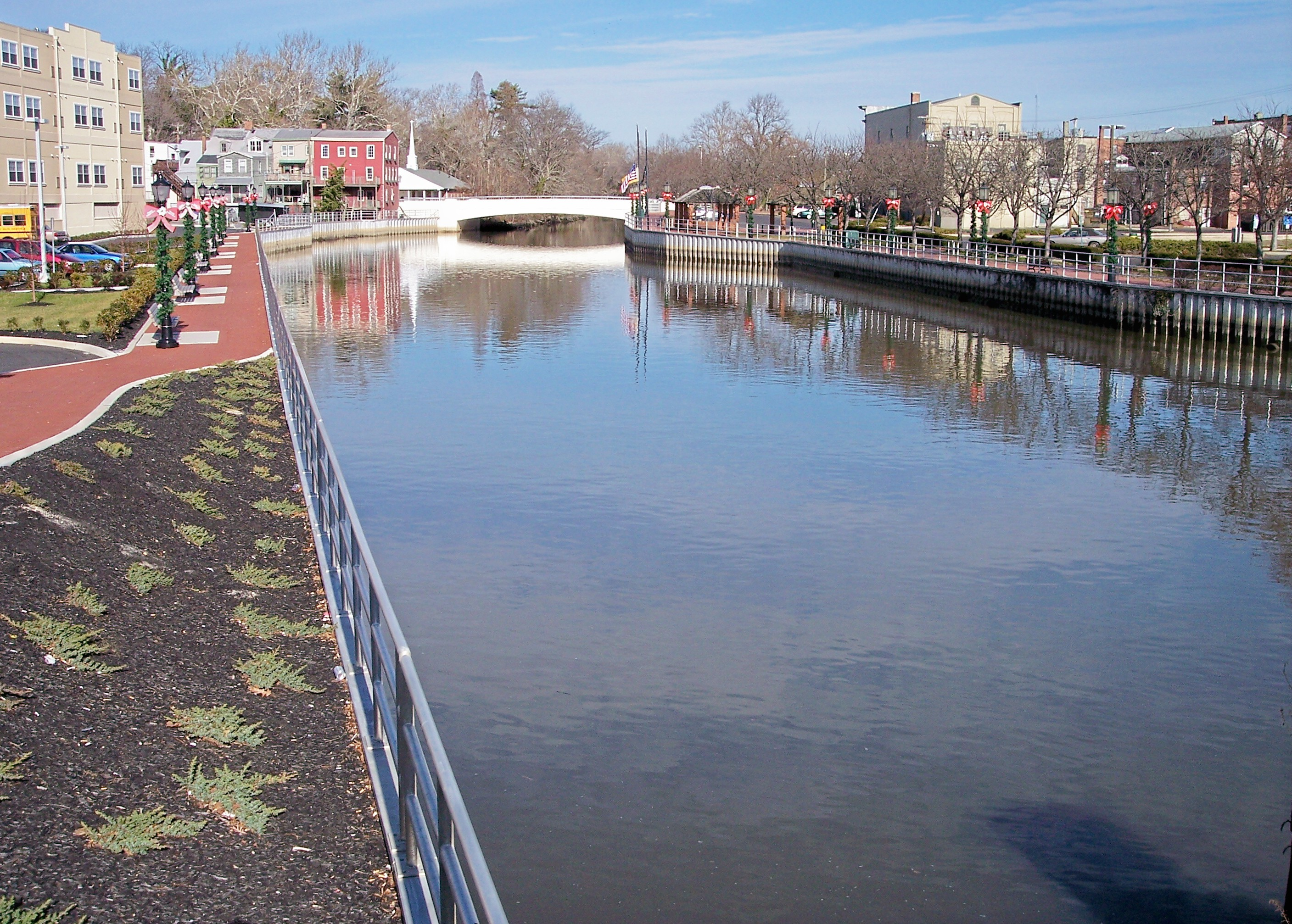
コハンシー川、2006年撮影

ブリッジトンはフィラデルフィアから約1時間の距離にあり、デラウェア州ウィルミントンからは50分である。アトランティックシティやケープメイからも約1時間である。ブリッジトン市内はノースサイド、サウスサイド、ヒルサイドの3つに分けられる。
アメリカ合衆国国勢調査局に拠れば、市域全面積は6.431平方マイル (16.656 km2)であり、このうち陸地6.179平方マイル (16.003 km2)、水域は0.252平方マイル (0.653 km2)で水域率は3.92%である。
市内にその全てあるいは一部がある未編入領域はイーストレイクである。
ブリッジトンはアッパーディアフィールド・タウンシップ、ホープウェル・タウンシップ、フェアフィールド・タウンシップと接している。

## 気候
ブリッジトン地域の気候は暑く湿気た夏と概して温暖から冷涼な冬が特徴である。ケッペンの気候区分に拠れば、温暖湿潤気候、略号は "Cfa" である。

## 人口動態

### 2010年国勢調査
以下は2010年の国勢調査による人口統計データである。
| 基礎データ - 人口: 25,349 人 - 世帯数: 6,265 世帯 - 家族数: 4,304 家族 - 人口密度: 1,584.0人/km2（4,102.5 人/mi2） - 住居数: 6,782 軒 - 住居密度: 423.8 軒/km2（1,097.6軒/mi2） 人種別人口構成 - 白人: 32.64% - アフリカン・アメリカン: 35.49% - ネイティブ・アメリカン: 1.38% - アジア人: 0.60% - 太平洋諸島系: 0.05% - その他の人種: 25.71% - 混血: 4.13% - ヒスパニック・ラテン系: 43.58% | 年齢別人口構成 - 18歳未満: 27.9% - 18-24歳: 12.2% - 25-44歳: 34.6% - 45-64歳: 18.1% - 65歳以上: 7.1% - 年齢の中央値: 30歳 - 性比（女性100人あたり男性の人口） - 総人口: 135.3 - 18歳以上: 151.6 世帯と家族（対世帯数） - 18歳未満の子供がいる: 40.4% - 結婚・同居している夫婦: 32.7% - 未婚・離婚・死別女性が世帯主: 27.7% - 非家族世帯: 31.3% - 単身世帯: 25.8% - 65歳以上の老人1人暮らし: 10.6% - 平均構成人数 - 世帯: 3.36人 - 家族: 3.85人 | 収入と家計（2006年から2010年のアメリカン・コミュニティ・サーベイ統計） - 収入の中央値 - 世帯: 31,044米ドル - 家族: 38,750米ドル - 性別 - 男性: 31,202米ドル - 女性: 31,031米ドル - 人口1人あたり収入: 12,418米ドル - 貧困線以下 - 対人口: 27.7% - 対家族数: 26.3% - 18歳未満: 35.4% - 65歳以上: 15.6% |

### 2000年国勢調査
以下は2000年の国勢調査による人口統計データである。
| 基礎データ - 人口: 22,771 人 - 世帯数: 6,182 世帯 - 家族数: 4,179 家族 - 人口密度: 1,413.5人/km2（3,659.8 人/mi2） - 住居数: 6,795 軒 - 住居密度: 421.8軒/km2（1,092.1 軒/mi2） 人種別人口構成 - 白人: 38.88% - アフリカン・アメリカン: 41.84% - ネイティブ・アメリカン: 1.19% - アジア人: 0.70% - 太平洋諸島系: 0.09% - その他の人種: 13.67% - 混血: 3.63% - ヒスパニック・ラテン系: 24.49% | 年齢別人口構成 - 18歳未満: 26.0% - 18-24歳: 11.2% - 25-44歳: 36.0% - 45-64歳: 21.5% - 65歳以上: 15.9% - 年齢の中央値: 32歳 - 性比（女性100人あたり男性の人口） - 総人口: 130.7 - 18歳以上: 139.1 世帯と家族（対世帯数） - 18歳未満の子供がいる: 36.1% - 結婚・同居している夫婦: 35.3% - 未婚・離婚・死別女性が世帯主: 26.3% - 非家族世帯: 32.4% - 単身世帯: 27.4% - 65歳以上の老人1人暮らし: 13.1% - 平均構成人数 - 世帯: 2.96人 - 家族: 3.49人 | 収入と家計 - 収入の中央値 - 世帯: 26,923米ドル - 家族: 30,502米ドル - 性別 - 男性: 28,858米ドル - 女性: 22,722米ドル - 人口1人あたり収入: 10,917米ドル - 貧困線以下 - 対人口: 26.6% - 対家族数: 22.7% - 18歳未満: 33.3% - 65歳以上: 17.8% |

市の住民にはメキシコからの移民が多く、そのアメリンディアン言語にはサポテク語、ナワトル語、ミシュテカ語がある。

## 経済
ブリッジトンの一部は都市産業ゾーンに入っている。このゾーン内で雇用を促進する恩典に加えて、店舗は消費税を通常の7%の代わりに3.5%とすることができる。

## 政府

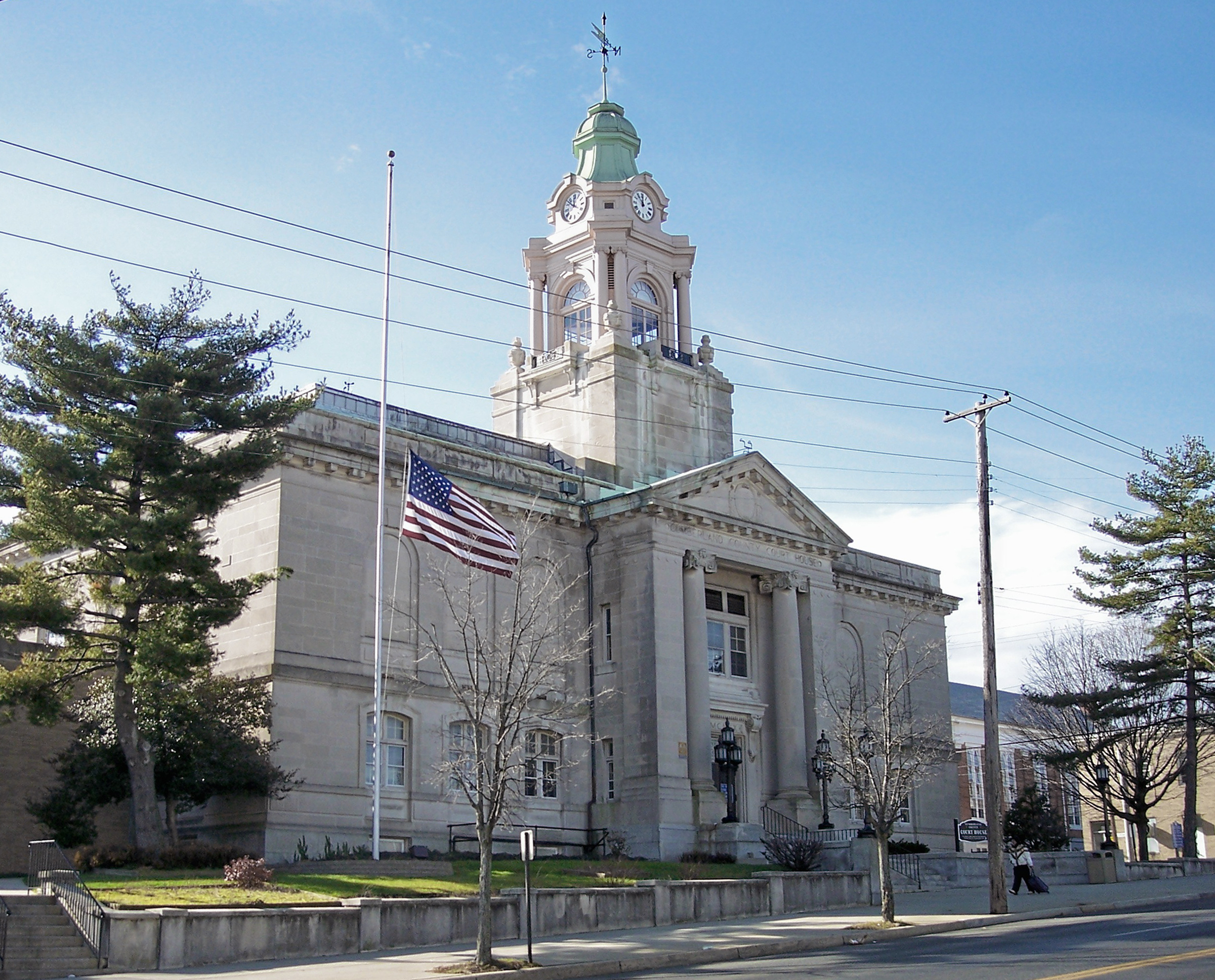
カンバーランド郡庁舎、2006年撮影

### 市政府
ブリッジトン市はフォークナー法（正式には選択的自治体認証法と呼ばれる）の首長・立法委員会の政府形態プランAを採っている。憲章研究委員会の推奨に基づき、1970年7月1日に執行した。有権者は市長と5人の市政委員を選挙で選ぶ。市政委員は市全体を選挙区に無党派選挙で選出され、任期は4年間である。選挙は11月の一般選挙の一部として行われている。
市長は自治体の行政権を行使し、市政委員会の承認を得て部門の長を指名する。市長は部門の長を解雇することもできる。この場合は市政委員会の3分の2以上の同意が必要である。また予算を策定する。市政委員会の承認した条例に対して拒否権を行使できるが、市政委員会の3分の2以上が再度可決した場合は、拒否権が無効となる。市長の指示下に10までの部門を作ることができる。事業管理官が予算策定で市長を援助し、購買と人事を管理する。条例により事業管理官は部門の管理を監督することができるが、市長の指示を仰ぐことになる。
市政委員会は市の立法権を行使し、部門長の指名を承認する。部門長の解雇については3分の2以上の反対で差し戻すことができ、また市長の拒否権に対しても3分の2以上の賛成で再度可決できる。委員は互選によってその議長を選出する。

### 連邦、州、郡への代表
ブリッジトン市は、アメリカ合衆国下院議員の選挙で、ニュージャージー州第2選挙区に属している。州議会下院では第3選挙区に入っている。
ニュージャージー州矯正省サウスウッズ州立刑務所が市内にある。市の役人が、カムデンにあるリバーフロント州立刑務所から1,000人以上の囚人をサウスウッズ州立刑務所に移すことを州が考えていると聞いたときに、その計画に反対した。

### 政治
2011年3月23日時点で、登録有権者総数は8,699人であり、そのうち2,816人、32.4%が民主党に、772人、8.9%が共和党に、5,104人、58.7%が無党派に登録されている。その他の政党は7人である。
2012年アメリカ合衆国大統領選挙では、民主党のバラク・オバマは4,125票、81.6%、共和党のミット・ロムニーが891票、17.6%、その他の候補者が37票、0.7%という結果だった。登録有権者9,034人のうち、5,088人、56.3%が投票し、35票が無効だった。
2008年アメリカ合衆国大統領選挙では、民主党のバラク・オバマは4,238票、77.9%、共和党のジョン・マケインが1,111票、20.4%という結果だった。登録有権者9,986人のうち、5,440人、60.5%が投票した。2004年アメリカ合衆国大統領選挙では、民主党のジョン・ケリーが3,044票、66.0%、共和党のジョージ・W・ブッシュが1,552票、33.6%だった。登録有権者7,978人のうち、4,615人、57.8%が投票した。
2013年ニュージャージー州知事選挙では、民主党のバーバラ・ブオノが1,513票、62.7%、共和党のクリス・クリスティの867票、35.9%、その他の候補者が33票、1.4%だった。登録有権者8,320人のうち、2,499人、30.0%が投票した。86票が無効票だった。
2009年ニュージャージー州知事選挙では、民主党のジョン・コーザインが1,806票、67.2%、共和党のクリス・クリスティが647票、24.1%、独立系のクリス・ダゲットが118票、4.4%だった。登録有権者8,524人のうち、2,687人、31.5%が投票した。

## 教育
ブリッジトンの公共教育はブリッジトン公共教育学区が運営しており、就学前から12年生までの児童生徒に対応している。州全体に31あるアボット学区の1つである。これはニュージャージー州学校開発局の監督に基づき学校校舎の建設と改修の費用を州が負担することを要求するものであり、「SDA学区」と呼ばれている。
2011年から2012年の教育年度で、この学区には8つの学校があり、4,990人の児童生徒が学び、教師は常勤換算で418.5人、生徒・教師比率は11.92対1だった。
学区内の学校は以下の通りである。生徒数は教育統計全国センターによる。
- ジェラルディン・O・フォスター初期児童センター[64]、幼稚園前の児童852人
- ブロード通り学校[65]、幼稚園から8年生、945人
- バックシューテム道路学校[66]、幼稚園から8年生、358人
- チェリー通り学校l[67]、幼稚園から8年生、444人
- インディアン・アベニュー学校[68]、幼稚園から8年生、571人
- クォーターマイルレーン学校l[69]、幼稚園から8年生、283人
- ウェスト・アベニュー学校[70]、幼稚園から8年生、670人
- ブリッジトン高校[71]、9年生から12年生、867人 [72]

ダウン・タウンシップの生徒と、ローレンス・タウンシップの生徒の幾らかは互恵システムのもとに9年生から12年生までブリッジトン高校に通う。ローレンス・タウンシップの生徒にはミルビル上級高校に入学する者もいる。

## 交通

### 道路と高規格道
2010年5月時点で、タウンシップの中には総延長71.95マイル (115.79 km) の道路がある。そのうち46.36マイル (74.61 km) がタウンシップの保守に、20.62マイル (33.18 km) がカンバーランド郡、4.97マイル (8.00 km) がニュージャージー州交通省の管轄である。

### 公共交通機関
ニュージャージー・トランジットのバスでは410系統でフィラデルフィアと結ばれ、アッパーディアフィールドやアトランティックシティとは553系統がある。

### 空港
ブリッジトン市には次の公共用途空港がある。
- バックス空港、ブリッジトンの中心事業地区から北東に3.5マイル (5.6 km)
- リ・カルジ空港、ブリッジトンの中心事業地区から南に2.3マイル (3.7 km)

## 見どころ

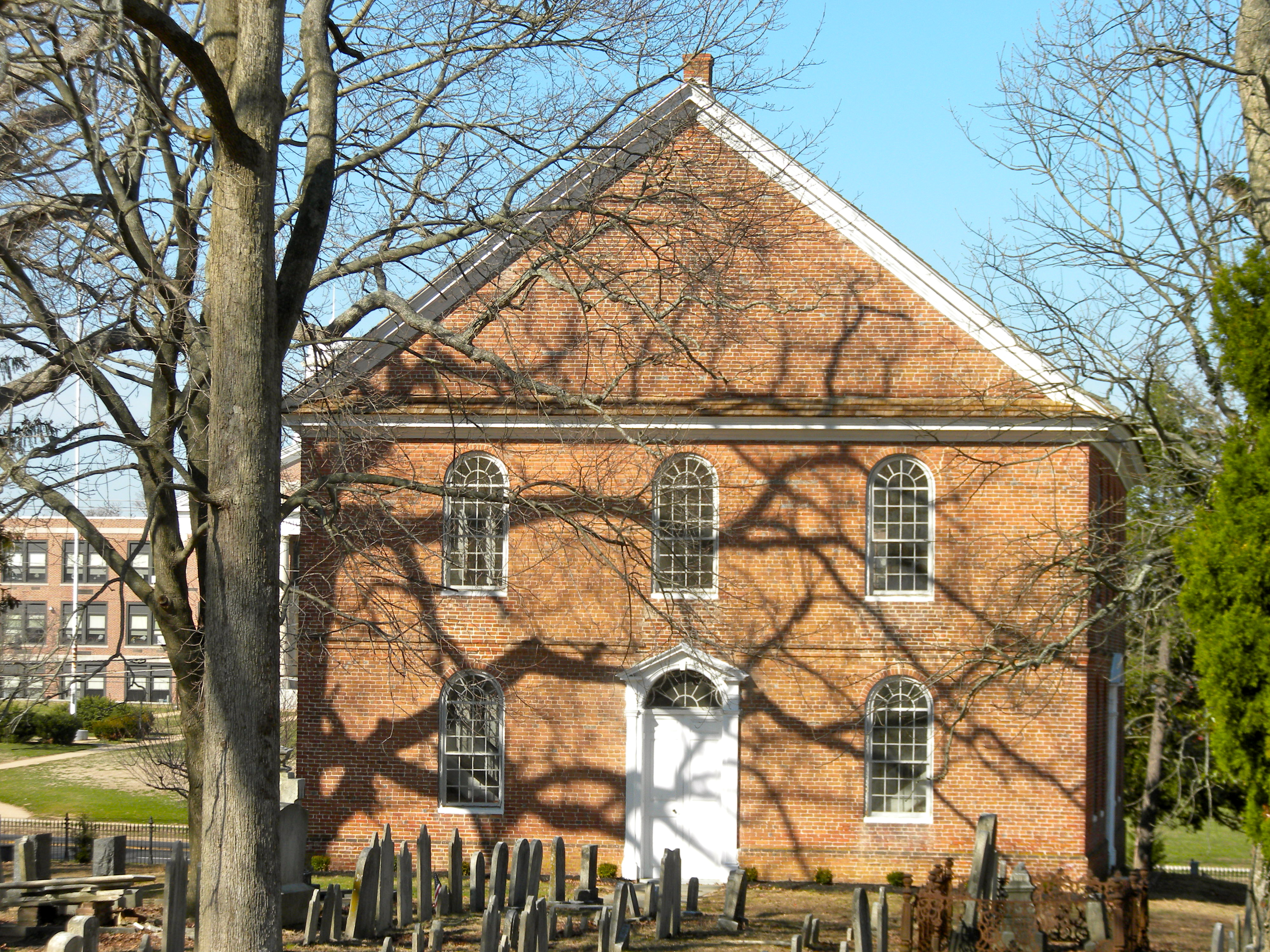
旧ブロード通り長老派教会

- 旧ブロード通り長老派教会と墓地、アメリカ合衆国下院議員6人とニュージャージー州知事1人が埋葬されている場所[77]
- ポッターの酒場 - アメリカ独立戦争時代の酒場、ここでパトリオットが会合した。新聞「ザ・プレイン・ディーラー」が発行された[78][79]
- ヒルクレスト酒場 - 昔は駅馬車の停車場、現在はレストランとバー
- "7 シスターズ" - ブリッジトン最古の商業ビルの並び[80]
- ニュースウェーデン・ファームステッド博物館、 シティパークにある野外博物館[81]

## 著名な出身者
ブリッジトンで生まれ、居住し、あるいは密接な関わりがあった著名人は以下のとおりである
- レスター・R・ブラウン（1934年 - ）、環境運動家、アースポリシー研究所の設立者かつ所長[82]
- グース・ゴスリン（1900年–1971年）、メジャーリーグベースボール選手、アメリカ野球殿堂入り、ワシントン・セネタース、セントルイス・ブラウンズ、デトロイト・タイガース[83]